# コッリ・スル・ヴェリーノ
コッリ・スル・ヴェリーノ（伊: Colli sul Velino）は、イタリア共和国ラツィオ州リエーティ県にある、人口約460人の基礎自治体（コムーネ）。

## 地理

### 位置・広がり
リエーティ県のコムーネ。県都リエーティから北北西へ12kmの距離にある。

#### 隣接コムーネ
隣接するコムーネは以下の通り。括弧内のTRはテルニ県所属を示す。
- コンティリアーノ
- ラブロ
- モッロ・レアティーノ
- リエーティ
- リヴォドゥトリ
- テルニ (TR)

### 気候分類・地震分類
コッリ・スル・ヴェリーノにおけるイタリアの気候分類 (it) および度日は、zona E, 2211 GGである。
また、イタリアの地震リスク階級 (it) では、zona 2B (sismicità media) に分類される。